# Totto-chan bên cửa sổ
Totto-chan: Cô bé bên cửa sổ (Nhật: 窓際のとっとちゃん Hepburn: Madogiwa no Totto-chan) là một tác phẩm văn học do nhà văn Nhật Bản Kuroyanagi Tetsuko sáng tác vào năm 1981.

## Tác giả
Kuroyanagi Tetsuko sinh ngày 9 tháng 8 năm 1933 ở Tokyo. Bà được thừa nhận là một diễn viên nổi tiếng nhất Nhật Bản suốt năm năm liền. Bà học hát opera ở trường nhạc Tokyo nhưng lại trở thành diễn viên, không lâu sau đã đoạt giải thưởng về hoạt động truyền thanh và truyền hình. Năm 1972, bà ở New York, học biểu diễn và viết Từ New York trở về mang theo tình yêu. Từ năm 1975 bà phụ trách chương trình Tetsuko - Câu chuyện phỏng vấn truyền hình hàng ngày đầu tiên của Nhật Bản sau được giải thưởng truyền hình cao nhất. Chương trình này cùng những tiết mục khác đều được đánh giá cao. Vì lợi ích của trẻ em hai lần bà mời Nhà hát các diễn viên câm điếc quốc gia Mỹ sang Nhật Bản, cùng biểu diễn với họ bằng ngôn ngữ tín hiệu. Nhuận bút cuốn sách của bà lập nên Quỹ Totto dùng để đào tạo nghiệp vụ các diễn viên câm điếc mà bà thường xuyên tiếp xúc. Là tác giả Gấu Panda và tôi, là người nhiều năm quan tâm bảo vệ gấu trúc (một loại gấu hiếm, đẹp) và là giám đốc Quỹ quốc tế bảo vệ thiên nhiên sống của Nhật Bản. Năm 1984, bà được bổ nhiệm làm Sứ giả thiện chí của UNICEF (Quỹ nhi đồng của Liên Hợp quốc), với tư cách trên, bà đã sang thăm Việt Nam cuối năm 1988.  . Năm 2006, Donald Richie viết về Tetsuko trong cuốn Chân dung Nhật Bản: Hình ảnh những con người khác biệt (Japanese Portraits: Pictures of Different People) như sau: "Người phụ nữ nổi tiếng và được ngưỡng mộ nhất tại Nhật Bản."

## Nội dung
Totto-chan nghĩa là "bé Totto", tên thân mật hồi nhỏ của tác giả Kuroyanagi Tetsuko. Totto-chan sinh trưởng trong một gia đình hạnh phúc, có cha là nghệ sĩ vĩ cầm, mẹ là vận động viên bóng rổ, nhà em còn nuôi con chó lớn tên Rocky. Trước khi em sinh ra, cha mẹ luôn nghĩ em sẽ là con trai nên đã đặt tên con là "Toru", nghĩa là vang xa, thâm nhập. Nhưng vì Totto-chan là con gái nên gia đình đổi tên em thành Tetsuko. Cha của em thường gọi em một cách thân mật là "Totsky" (Totto-Suke ở nguyên gốc tiếng Nhật).
Mới sáu tuổi, Totto-chan đã bị đuổi học ở trường tiểu học vì em quá năng động và lạ lùng so với các bạn. Mẹ của Totto-chan biết ngôi trường bình thường không thể hiểu được con gái, bà liền xin cho em vào học tại Tomoe Gakuen (Trường Tomoe) của thầy hiệu trưởng Kobayashi Sosaku. Trường Tomoe có lớp học là những toa tàu cũ, cả trường chỉ có hơn năm mươi học sinh, ai cũng đặc biệt như Totto-chan, thậm chí có cả những em bị khuyết tật. Nhưng vượt qua những trở ngại và khác biệt tính cách, các học sinh ở Tomoe đều hoà hợp với nhau như anh em. Thầy hiệu trưởng Kobayashi tôn trọng học sinh của mình, luôn để chúng tự do phát huy cá tính, khả năng bẩm sinh. Ở Tomoe không có thời khoá biểu nhất định, học sinh thích học môn gì nhất thì cứ tự học môn đó trước và những môn không thích thì học sau cùng. Các thầy cô chỉ làm nhiệm vụ hướng dẫn các em khi cần và cho bài tập. Nhà trường còn tổ chức cắm trại, đi du lịch cho các em được mở mang tầm mắt, gần gũi với thiên nhiên.
Nhờ sự giáo dục của thầy hiệu trưởng Kobayashi, những học sinh trường Tomoe đều trở thành những người tốt và thành đạt trong xã hội. Mặc dù trường chỉ tồn tại trong một thời gian ngắn ngủi (1937-1945) rồi bị bom đạn của thế chiến thứ hai phá sập, toàn bộ học sinh luôn luôn khắc ghi ngôi trường trong ký ức của họ, đặc biệt là Totto-chan. Cô bé vẫn nhớ mãi lời thầy Kobayashi nói: "Em thật là một cô bé ngoan". "Nếu không học ở Tomoe..." - tác giả viết - "nếu không được gặp thầy Kobayashi, có lẽ tôi đã là một người mang đầy mặc cảm tự ti với cái mác 'đứa bé hư' mà mọi người gán cho". Nhà văn Tetsuko dành những trang cuối của tác phẩm để viết các bạn bè cùng lớp của mình và cả cuộc sống sau này của họ. Có người đã trở thành nhà khoa học, người chuyên trồng hoa lan, người trở thành nhà giáo dục và nghệ sĩ nhưng cũng có người đã qua đời vì bệnh tật.

## Trích đoạn
| “                                   | Hãy để các em phát triển tự nhiên. Đừng cản trở khát vọng của các em nhỏ. Ước mơ của các em lớn hơn mơ ước của các thầy cô nữa đấy. | ” |
| — Thầy hiệu trưởng Kobayashi Sosaku | |   |

| “                                   | Đứa trẻ nào sinh ra cũng có phẩm chất tốt. Cùng với sự trưởng thành những phẩm chất đó bị phá hỏng bởi môi trường xung quanh và ảnh hưởng của người lớn. Vì vậy, phải sớm tìm ra "phẩm chất tốt" ở đứa trẻ, phát triển những phẩm chất đó, giúp đứa trẻ trở thành một người có cá tính. | ” |
| — Thầy hiệu trưởng Kobayashi Sosaku | |   |

| “                                   | Có mắt, nhưng không nhìn thấy vẻ đẹp; có tai, nhưng không nghe được âm nhạc; có óc, nhưng không nhận ra chân lý; có trái tim, nhưng không bao giờ rung động, và do đó không bao giờ rực cháy. | ” |
| — Thầy hiệu trưởng Kobayashi Sosaku | |   |

## Nhận xét chung
Cuốn sách đã được dịch ra nhiều thứ tiếng: tiếng Anh, tiếng Trung Quốc, tiếng Hàn Quốc, tiếng Malaysia, tiếng Việt, tiếng Indonesia, tiếng Thái, tiếng Nga, một số thứ tiếng của Ấn Độ (Hindi, Telugu, Marathi, Malayalam, Oriya...), tiếng Sinhala và tiếng Lào. Ở khắp nơi trên thế giới, Totto-chan bên cửa sổ được đón nhận như là truyện đối với các em thiếu nhi, sách tham khảo đối với các phụ huynh học sinh, tài liệu sư phạm đối với các nhà giáo. Ở Nhật Bản, một số chương trong cuốn sách còn được đưa vào nội dung của sách giáo khoa.
"Totto-chan bên cửa sổ" bằng tiếng Việt được dịch giả Anh Thư dịch từ bản tiếng Anh "Totto-chan, the Little Girl at the Window" (do nhạc sĩ kiêm thi sĩ Dorothy Britton dịch từ tiếng Nhật sang tiếng Anh năm 1982) Tác phẩm chỉ có 207 trang (tính cả phần mục lục) được chia thành nhiều chương nhỏ, có đoạn rất ngắn chỉ 2 đến 3 câu.
Năm 2011, tác phẩm lần đầu tiên chính thức xuất bản tại Việt Nam với bản dịch trực tiếp từ nguyên bản tiếng Nhật của dịch giả Trương Thùy Lan. Trong lần xuất bản này, cuốn sách dày 355 trang cùng nhiều tranh minh họa của Iwasaki Chihiro.
Các nhận xét khác:
- EVăn

Totto-chan bên cửa sổ mang trong mình một thông điệp đúng đắn, nhưng trong 30 năm tồn tại, cuốn sách chưa thể thay đổi xã hội hoặc thay đổi hành vi của số đông người trong xã hội Nhật. Mặc dù vậy, ông Yoshikawa Takeshi khẳng định: "Vì cuốn sách bán rất chạy và cũng là cuốn sách được đọc nhiều nhất trong lịch sử xuất bản ở Nhật, chắc chắn nhiều người đã biết và hiểu được thông điệp của cuốn sách. Trong xã hội luôn có những điều đã trở thành quy ước, không thể thay đổi được. Nhưng dù phải tuân theo những quy ước đó, sâu trong trái tim mọi người vẫn mong muốn làm những gì tự do và thực sự đúng với đam mê."
- Thời báo New York Times

"Tottochan" là bản cáo trạng thầm lặng về một nền giáo dục không có kết quả.
- Diễn đàn tin tức quốc tế

Tottochan đã nhắc nhở hàng triệu người Nhật Bản về một nền giáo dục mà trẻ em hằng mong muốn.
- Nguyễn Khắc Viện

Chắc chắn mỗi học sinh đều mơ ước được như Tốt-tô-chan may mắn vào học một trường như Tô-mô-e, với một thầy hiệu trưởng như ông Kô-ba-y-a-si. Riêng tôi chỉ mong cho nhiều giáo viên, cán bộ quản lý giáo dục, các bậc cha mẹ đọc sách này, để giúp thoát khỏi khuôn nếp cũ, tự tạo ra "tư duy mới" trong việc chăm sóc dạy dỗ con em.